# One Lujiazui
| Dieser Artikel wurde auf der Qualitätssicherungsseite des WikiProjekts Planen und Bauen eingetragen. Dies geschieht, um die Qualität der Artikel aus den Themengebieten Bautechnik, Architektur und Planung auf ein akzeptables Niveau zu bringen. Dabei werden Artikel, die nicht maßgeblich verbessert werden können, möglicherweise in die allgemeine Löschdiskussion gegeben. Hilf mit, die inhaltlichen Mängel dieses Artikels zu beseitigen, und beteilige dich an der Diskussion! |

Der One Lujiazui (chinesisch 时代金融中心, Pinyin Shídài Jīnròng Zhōngxīn; früher Development Tower, chinesisch 发展大厦, Pinyin Fāzhǎn Dàshà) ist mit 269 Metern und 47 Etagen einer der höheren Wolkenkratzer in Shanghai. Das Gebäude wurde 2008 fertiggestellt und befindet sich im Straßenviertel Lujiazui des Stadtbezirks Pudong.